# NGC 5943
NGC 5943 ist eine 13,8 mag helle linsenförmige Galaxie vom Hubble-Typ S0 im Sternbild Bärenhüter und etwa 259 Millionen Lichtjahre von der Milchstraße entfernt.
Sie ist möglicherweise auch ein Quasar und wurde am 18. Juni 1884 von Édouard Stephan entdeckt.